# 데브라 헤이워드
데브라 헤이워드(영어: Debra Hayward, 1976년 4월 1일 ~ )는 영국의 영화 프로듀서이다. 워킹 타이틀 필름스 소속으로 《레 미제라블》, 《브리짓 존스의 베이비》 등을 제작했다.

## 제작 작품 목록
- 레 미제라블(2012)
- 브리짓 존스의 베이비(2016)
- 캣츠(2019)